# Die lachende Grille
Die lachende Grille ist ein deutscher Stummfilm aus dem Jahre 1926 von Friedrich Zelnik mit seiner Ehefrau Lya Mara in der weiblichen Hauptrolle der Fadette. Harry Liedtke spielte die männliche Hauptrolle. Mit weiteren Stars jener Zeit wie Eugen Klöpfer, Alfred Abel, Rudolf Klein-Rogge und der soeben durch Murnaus Faust-Film auch in Deutschland zu Ruhm gelangten Französin Yvette Guilbert ist dieser Film äußerst prominent besetzt. Die Geschichte basiert auf dem Roman La petite Fadette (1849) von George Sand.

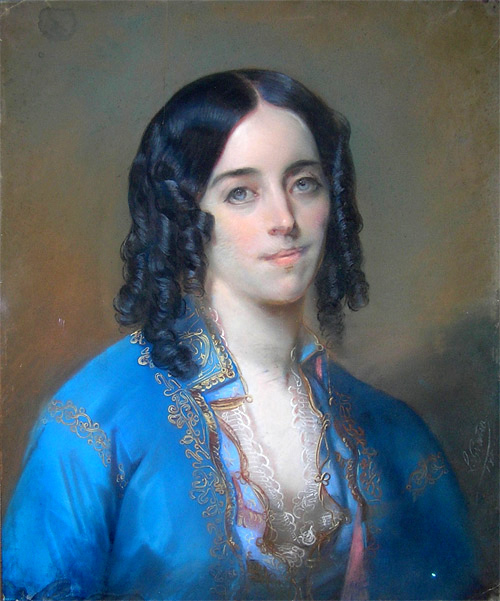
Vorlageautorin George Sand (hier auf einem Pastell von Charles Louis Gratia)

## Handlung
Frankreich im Jahre 1830. Die Juli-Revolution ist beendet, und man beginnt das Land als bürgerlichen Staat ohne Vorherrschaft des Adels wieder aufzubauen. Die Bankiersfamilie Rothschild ist durch diese Umstände wieder sehr mächtig geworden, Musik und Bildende Künste erleben eine neue Blütezeit. Nicht betroffen davon sind die kleine Fadette, von allen nur die “Grille” genannt, und ihre gleichnamige, betagte Großmutter, die beide in einem winzigen Dorf namens La Cosse in der Provinz leben. Trotz Armut und widriger Umstände ist die junge Fadette ein grundfröhliches Mädchen, sodass sie bald den Spitznamen “die lachende Grille” weghat. Wie jedes Jahr wird auch diesmal in La Cosse zu Ehren der Heiligen Anna ein Fest ausgerichtet, an dem neben der “Grille” auch der schmucke Bürgermeistersohn Landry teilnimmt. Beide tanzen ausgelassen miteinander, doch schämt sich Landry ihrer, denn aufgrund der familiären Armut musste sich Fadette mit einem alten, unansehnlichen Kleid ihrer Großmutter begnügen. Auch die anderen Gäste auf dem St. Annenfest spotten über Fadettes Aussehen. Dennoch verliebt sich Landry in die junge Frau, die jedoch, empört über den Hohn, den man ihr entgegenbringt, die Feierlichkeiten erzürnt und gekränkt verlässt.
Landry soll auf Wunsch seines Vaters, der über das Techtelmechtel seines ältesten Sohnes mit der “lachenden Grille”, diesem kleinen Habenichts, alles andere als begeistert ist, eine reiche Frau heiraten, da er selbst in Geldnöten ist. Als Fadette davon erfährt, gibt sie Landry trotz ihrer tiefen Zuneigung frei. Nun hält sie nichts mehr in der französischen Einöde, und sie geht mittellos nach Paris, um dort ihr Glück zu suchen. Durch Zufall kommt sie in den Besitz von mehreren Hundert Francs. Fortan will sie nichts anderes, als diesen kleinen “Schatz” vermehren und verschafft sich sogar Zugang zu dem Baron Rothschild. Wer wüsste besser, wie man aus einem kleinen Vermögen ein großes macht? Der Baron und seine Entourage haben ihr Vergnügen an dieser fröhlichen und ein wenig einfältig wirkenden Landpomeranze und dulden gönnerhaft ihre Anwesenheit. Der erste Schritt in die gehobenen Pariser Kreise ist gemacht. Fadette lernt die berühmte Autorin George Sand kennen, die sie in die Kreise der Pariser Kulturschickeria einführt. Legendäre Künstler wie Chopin, Rossini, Heine und Paganini kreuzen ihre Wege. Mit ihrer guten Laune weiß Fadette rasch die Herzen aller zu erobern. Schließlich erreicht sie sogar ihr angestrebtes Ziel, reich zu werden, denn als sie einmal Baron Rothschild zu Diensten sein kann, entlohnt er sie großzügig. Nun kann die „lachende Grille“ wohlhabend und stolz erhobenen Hauptes in ihr Dorf heimkehren und ihren geliebten Landry zum Manne nehmen.

## Produktionsnotizen
Die lachende Grille entstand im Oktober/November 1926 im Filmatelier von Staaken und wurde am 1. Dezember 1926 in Berlins Capitol-Kino uraufgeführt. Die Länge des Siebenakters betrug 3137 Meter.
Manfred Liebenau war Aufnahmeleiter, Andrej Andrejew und Alexander Ferenczy gestalteten die Filmbauten.

## Kritiken
Die Bühne befand: „„Die lachende Grille“ ist der neueste Lya-Mara-Film, wieder ein Fortschritt, wieder ein großer Erfolg. Und ein Film von besonderer Eigenart, ein Film, der Anmut atmet und dabei überaus interessant ist in seinem Zeitkolorit, in der Verlebendigung von Episoden aus einer Epoche, in der sich Genialität im Sturm und Drang der Revolutionsjahre austobte. (…) So ist die „lachende Grille“ zu einem vortrefflichen, abwechslungsreichen farbigen, interessanten Filmbuch geworden. (…) Dieses Ensemble mußte zu einer prachtvollen Gesamtleistung kommen. Und sie ist es denn auch unter Friedrich Zelniks zielbewußter Regie geworden.“
Die Stunde meinte: „Es ist ein Filmbuch zustandegekommen, das in seinen Einzelheiten überaus amüsant ist und im ganzen ein inhalts- und abwechslungsreiches Filmwerk darstellt. Geschickt hat die Autorin historische Personen in die Handlung gestellt.“
In Wiens Tagblatt war zu lesen: „Der Film beinhaltet eine Unmenge von Lachszenen, besonders mit dem Filmliebling Lya Mara und ihrem Partner Harry Liedtke.“